# 悩殺業務命令 いやらしシェアハウス
『悩殺業務命令 いやらしシェアハウス』（のうさつぎょうむめいれい いやらししぇあはうす）は、は2019年12月13日から上野オークラ劇場と横浜光音座２で公開が始まったR18+指定の日本映画。監督は渡邊元嗣。主演は本作が初主演となる生田みく。
2020年11月4日に『AI・シェアハウス 感応ラブロイド』と改題されDVDリリース（発売：大蔵映画、販売：スターボード）。

## ストーリー
時はAIがその人の個性を分析し最適な恋愛、結婚の相手をマッチングしてくれる時代。
AIに頼らない「お見合いシェアハウス」に参加した八雲花恋（生田みく）はお見合い相手の桐島平太（ケイチャン）と2泊3日の同居生活を始める。じつはこの企画会社「スタープリンス社」はヒューマノイド開発会社で、花恋はその落ちこぼれ社員だった。希望していた開発部に転属させることを条件に、人間に恋をさせる機能を搭載した新型ヒューマノイド平太の実証実験の相手を命じられていた。
何としても平太に自分を恋させたい花恋は、あの手この手で平太にモーションをかけ気を引こうとするが全て失敗に終わる。
諦めかけていた矢先、花恋の元の夫である友哉（可児正光）が二人の前に現れ、話は思わぬ方向に展開する。

## キャスト
- 八雲花恋：生田みく

お見合いシェアハウスで平太との同居生活を送る。しかし彼女にはヒミツがあった。
- 草壁冴子：美咲結衣

お見合いシェアハウスの企画会社「スター・プリンス社」の案内人。実はヒューマノイド開発会社の女社長。
- エヴァ：原美織

平太が付き合った恋人型ヒューマノイド。
- 桐島平太：ケイチャン

花恋とともにお見合いシェアハウスに参加。ヒューマノイドであるが、設計上自分を人間だと思いこんでいる。
- 友哉：可児正光

花恋の元夫。AIによって幸福確率99％と診断されていた。

## スタッフ
- 監督：渡邊元嗣
- 脚本：山崎浩治
- 撮影・照明：小山田勝治
- 編集：酒井正次
- 助監督：小関裕次郎
- スチール：本田あきら
- 録音：小林徹哉
- 選曲：徳永由紀子
- MA ：Bias Technologist
- 監督助手：山川邦顕、高橋広海、渡辺晃己
- 演出部応援：赤羽一真
- 現場応援：鎌田一利
- 合成：飯岡聖英
- カラリスト：如月生雄、やよいあい
- 仕上げ：東映ラボ・テック
- 制作：ナベシネマ
- 提供：オーピー映画